# 南涧镇
南涧镇，是中华人民共和国云南省大理白族自治州南涧彝族自治县下辖的一个乡镇级行政单位。

## 行政区划
南涧镇下辖以下地区：
南街社区、安定村、西山村、小军庄村、团山村、保安村、瓦折村、文启村、东涌村、得胜村、太平村、复兴村、白云村和新山村。